# Богданов, Богдан Игоревич
Богдан Игоревич Богданов (род. 17 февраля 1992 года) - российский сноубордист.

## Карьера
Сноубордингом занимается с 2007 года в Златоусте в ДЮСШОР № 1. Первый тренер Н.Ю. Лапшина. 
В 2009 году переехал в Ханты-Мансийск, где стал тренироваться в БУ "ЦСПСКЮ" ХМАО-Югры у Н.В. Подоровской. 
Призёр Кубков Европы 2013, 2018 годов.
На зимней Универсиаде 2017 года победил в параллельном слаломе и параллельном гигантском слаломе.
Победитель Общего зачета Кубка России 2015, 2017 годов.
В 2019 году приступил к должности тренера сборной ХМАО-Югры по сноуборду.